# لوتشيانو فيلا
لوتشيانو فيلا (بالإسبانية: Luciano Vella)‏ هو لاعب كرة قدم أرجنتيني، ولد في 13 أبريل 1981 في روساريو في الأرجنتين. لعب مع إنديبندينتي وديفنسا خوستيكا ورابيد بوخارست وريفر بليت وفيليز سارسفيلد ونادي قادش ونيولز أولد بويز ويونيون دي سانتا في.

## وصلات خارجية
- لوتشيانو فيلا على موقع قاعدة بيانات كرة القدم.إي يو (الإنجليزية)
- لوتشيانو فيلا على موقع Soccerway.com (الإنجليزية)